# Слобожанское (Близнюковский район)
Слобожа́нское (укр. Слобожанское; до 2016 г. Воро́вского) — село, Кировский сельский совет, Близнюковский район, Харьковская область, Украина.
Код КОАТУУ — 6320683002. Население по переписи 2001 г. составляет 293 (139/154 м/ж) человека.

## Географическое положение
Село Слобожанское примыкает к г Лозовая, железнодорожная станция Пост 4 км, на железнодорожной ветке Лозовая-Близнюки, рядом сёла Квитневое и Мирное.

## История
- 1924 — дата основания.

## Экономика
- В селе есть молочно-товарная ферма.

## Культура
- Спортивная площадка.

## Экология
- Отстойники.